# ファイヴ・ライヴ〜愛にすべてを
『ファイヴ・ライヴ〜愛にすべてを』(Five Live)はジョージ・マイケル、クイーン、リサ・スタンスフィールドによるライヴEP。1993年4月19日発売。

## 概要
アルバムの売り上げは全てマーキュリー・フェニックス・トラストに寄付された。
「愛にすべてを」と「輝ける日々」は1992年4月20日に行われたフレディ・マーキュリー追悼コンサートによるもので、「キラー」、「パパ・ワズ・ア・ローリング・ストーン」、「コーリング・ユー」の3曲は1991年3月20日に行われたウェンブリー・スタジアムでのライヴ収録である。最終曲「ディア・フレンズ」は1974年のクイーンのスタジオ録音 （リリース国によって未収録）。

## 収録曲
1. 愛にすべてを / Somebody to Love - 5:17
2. キラー / Killer - 5:58
3. パパ・ワズ・ア・ローリング・ストーン / Papa Was a Rollin' Stone - 5:24
4. 輝ける日々 / These Are the Days of Our Lives - 4:43
5. コーリング・ユー / Calling You - 6:17
6. ディア・フレンズ / Dear Friends - 1:07